# Osmia carinoclypearis
Osmia carinoclypearis är en biart som beskrevs av Wu 1985. Osmia carinoclypearis ingår i släktet murarbin, och familjen buksamlarbin. Inga underarter finns listade i Catalogue of Life.